# Ottavio Cagiano de Azevedo

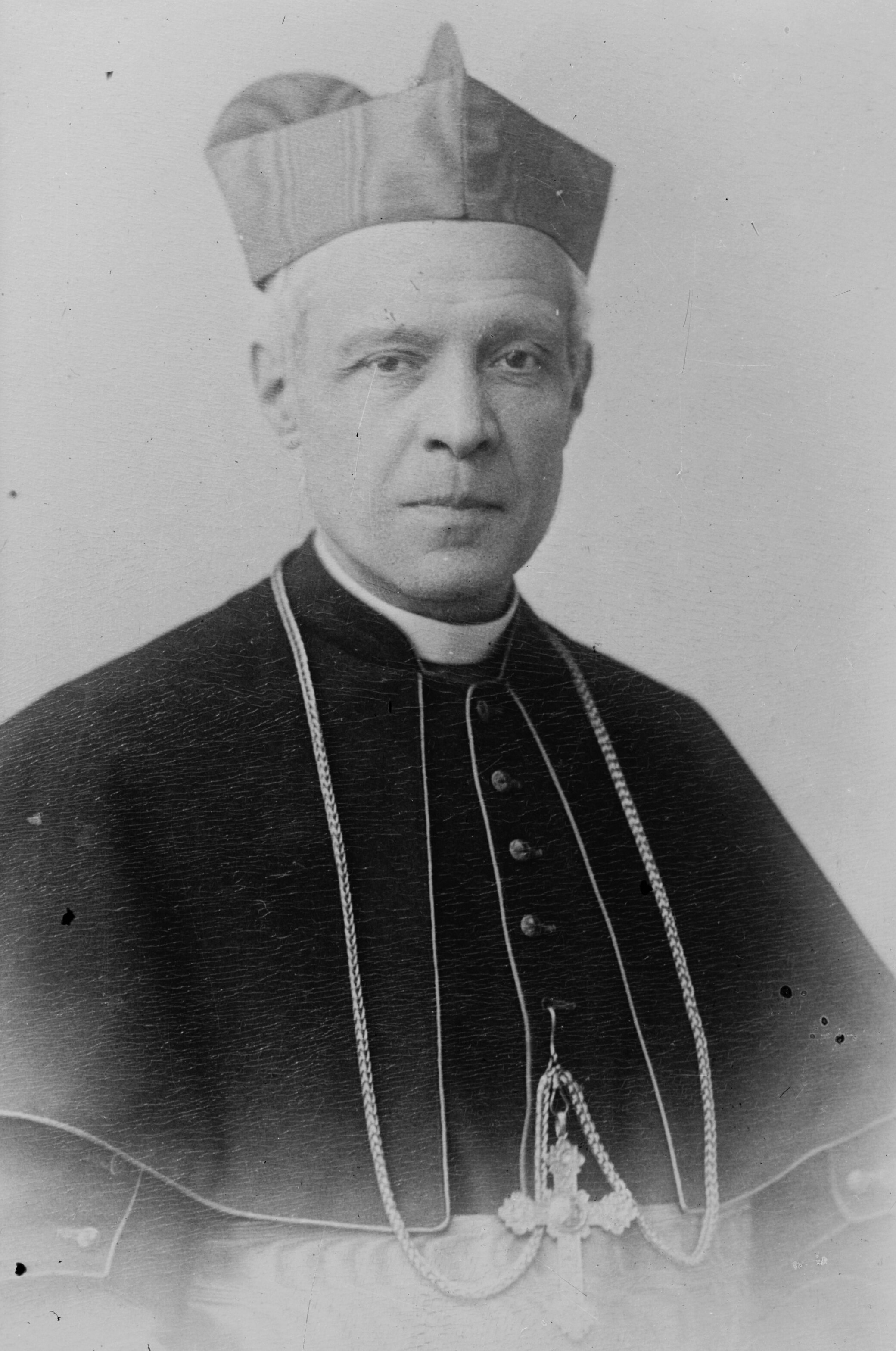
Kardinal Cagiano de Azevedo

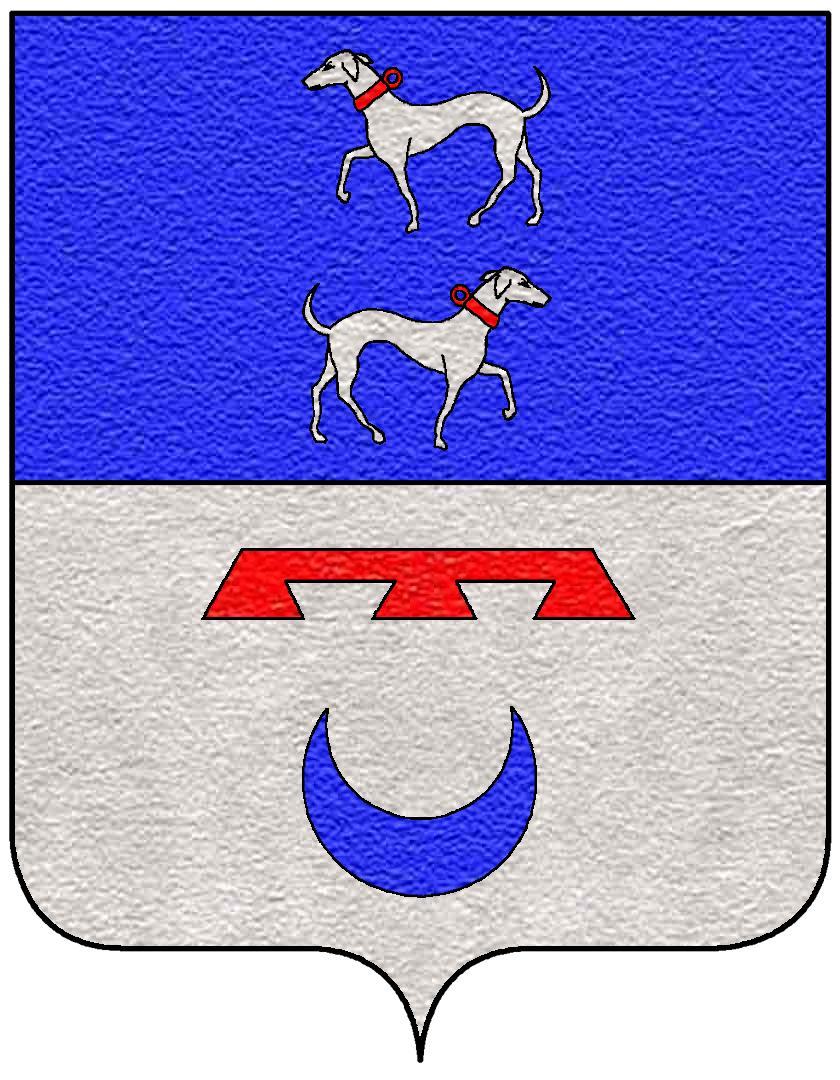
Familienwappen der Cagiano de Azevedo

Ottavio Kardinal Cagiano de Azevedo (* 7. November 1845 in Frosinone, Italien; † 11. Juli 1927 in Anzio, Provinz Rom) war ein italienischer Geistlicher und Kurienkardinal der römisch-katholischen Kirche.

## Leben
Ottavio Cagiano de Azevedo war ein Neffe von Antonio Maria Kardinal Cagiano de Azevedo.
Er erhielt seine philosophische und theologische Ausbildung im Seminar von Grottaferrata und empfing 1868 das Sakrament der Priesterweihe. Anschließend wirkte er als Gemeindeseelsorger in Rom. Ab 1892 stand er in Diensten des Vatikans, wo er bis 1901 Päpstlicher Kämmerer war und ab 1901 das Amt des Päpstlichen Majordomus versah.
Papst Pius X. nahm ihn am 11. Dezember 1905 als Kardinaldiakon mit der Titeldiakonie Santi Cosma e Damiano in das Kardinalskollegium auf und ernannte ihn 1913 zuerst zum Pro-Präfekten, dann zum Kardinalpräfekten der Religiosenkongregation. Er nahm am Konklave 1914 teil, das Papst Benedikt XV. wählte. Letzterer ernannte ihn am 6. Dezember 1915 zum Kanzler der Heiligen Römischen Kirche und erhob ihn am selben Tag zum Kardinalpriester mit der Titelkirche San Lorenzo in Damaso. Kardinal Cagiano de Azevedo war Teilnehmer am Konklave 1922, aus dem Pius XI. als Papst hervorging.
Ottavio Cagiano de Azevedo starb am 11. Juli 1927 in Anzio und wurde auf dem Friedhof Campo Verano in Rom beigesetzt.